# ゴースト・ヒッツ 00-06
ゴースト・ヒッツ 00-06（GHOST HITS 00-06）は、2006年9月20日に発売されたソウル・フラワー・ユニオンのベスト・アルバム第三弾。

## 解説
『ゴースト・ヒッツ 95-99』に続く、ソウル・フラワー・ユニオンの「ゴースト・ヒッツ・シリーズ」第三弾である。1999年にメジャー・レーベルを離れインディーで再び活動を始めてからの楽曲が選出されたコンピレーションであるため、幾つかのレコード会社の音源が一枚に収録されている。
「永遠の語らい」は、『スクリューボール・コメディ』 のアウト・テイク「夏、夏、夏」に、パレスチナ 帰りの中川敬が新たな歌詞を付けた未発表曲である。
なお、限定の初回プレスには5曲入りのDVDが付いており、「神頼みより安上がり」のPVや、大阪・釜ヶ崎三角公園での「満月の夕」の貴重な映像などが見られる。

## 収録曲
1. うたは自由をめざす！＜2006 DERACINE MIX＞ ALL SONGS GO FORWARD TO FREEDOM!
2. サヴァイヴァーズ・バンケット SURVIVORS' BANQUET
3. 永遠の語らい TOWA NO KATARAI (ETERNAL TALK)
4. 世紀のセレナーデ＜2006 DERACINE MIX＞ SEIKI NO SERENADE (CENTURY SERENADE)
5. 殺人狂ルーレット＜DEMONSTRATION VERSION＞ SATSUJINKYO ROULETTE (MAD MURDERER ROULETTE)
6. ピープル・ゲット・レディ＜2006 DERACINE MIX＞ PEOPLE GET READY
7. 荒れ地にて ARECHI NITE (AT THE WASTELAND)
8. 緑の沖縄 (登川誠仁 with ソウル・フラワー・ユニオン)＜2006 DERACINE MIX＞ MIDORI NO OKINAWA (GREEN OKINAWA)
9. ビッグ・アップル BIG APPLE
10. クレイジー・ラヴ CRAZY LOVE
11. フリー・バルーン FREE BALLOON
12. リキサからの贈り物 A GIFT FROM LIQUICA (EAST TIMOR)
13. そら (この空はあの空につながっている) SORA (THIS SKY IS LINKED WITH THAT SKY)
14. 極東戦線異状なし!? ALL QUIET ON THE FAR EASTERN FRONT !?
15. 神頼みより安上がり KAMIDANOMI (CHEAPER THAN PRAYING TO GOD)
16. 不死身のポンコツ車 PONKOTSU GURUMA (IMMORTAL OLD BANGER)
17. 松葉杖の男 MATSUBAZUE NO OTOKO (THE MAN ON CRUTCHES)

## 備考
- M-1 本作のためのニュー・ミックス
- M-4 本作のためのニュー・ミックス
- M-5 デモ・ヴァージョン
- M-6 本作のためのニュー・ミックス
- M-8 沖縄民謡の巨匠登川誠仁と中川敬のデュエット。本作のためのニュー・ミックス